# Pierre Nolasque
S. Pierre Nolasque (vers 1181 - 6 mai 1245) est un religieux languedocien, qui a fondé l'ordre de Notre-Dame de la Merci, pour le rachat des captifs tombés aux mains des musulmans, au temps de l'Espagne médiévale. Il a été canonisé par le pape Urbain VIII en 1628. Sa fête est fixée au 6 mai.

## Biographie

### Vocation
Pierre est né entre 1180 et 1182 au Mas-Saintes-Puelles, dans le Lauragais audois. À une date inconnue, la famille se transfère à Barcelone, où Bernard Nolasque initie son fils à l'état de marchand. Libres de circuler dans les États musulmans comme dans les États chrétiens de la péninsule, les commerçants jouaient, à cette époque, le rôle d'intermédiaires pour le rachat des captifs des deux religions. Engagé dans le négoce, Pierre Nolasque découvre alors la dure réalité de la captivité et de l'esclavage. Profondément ému, il décide de consacrer ses biens et sa vie à la rédemption (au sens étymologique du terme) des prisonniers chrétiens en terre d'islam. À cet effet, il réunit, aux environs de 1203, quelques jeunes hommes de son âge, désireux de travailler à cette œuvre de miséricorde, en recueillant des aumônes dans la principauté de Catalogne et le royaume d'Aragon. Outre la compassion, le goût de la prière unit ces compagnons laïcs, inspirés par l'idéal du Christ « qui a racheté le monde par le sang de la Croix ». Ils considèrent la liberté comme une valeur inséparable de la vie, et la vie chrétienne comme un engagement de la liberté au service du prochain.

### Charisme
Quinze années durant, le petit groupe va servir la cause de la rédemption, en mendiant de quoi constituer des rançons. Seulement, le nombre de prisonniers à racheter ne cesse d'augmenter. Alors, que faire ? Pierre Nolasque analyse la situation avec les yeux de la foi, et, dans la nuit du 1er au 2 août 1218, une vision de la Vierge Marie l'incite à transformer son association en une congrégation religieuse d'un genre particulier. La fondation d'un ordre, sous la protection de Notre-Dame, pour la rédemption des captifs, aura donc lieu, le 10 août 1218, à l'autel majeur de la cathédrale Sainte-Croix de Barcelone. En plus des trois vœux traditionnels, les nouveaux religieux s'engageront à servir d'otage, si la nécessité s'en fait sentir, lors de la remise des rançons. En effet, non seulement, ils continueront à recueillir de l'argent comme par le passé, et créeront des confréries de l'aumône pour les captifs, mais ils se rendront sur place, dans les endroits les plus dangereux, et procéderont à la négociation lors des rédemptions, quitte à servir de monnaie d'échange. Comme l'affirment les premières Constitutions, publiées en 1227, ils doivent désormais se montrer « toujours joyeusement disposés à donner leur vie », à la suite du Christ qui s'est livré à « la merci » de ses adversaires.

### Confirmation

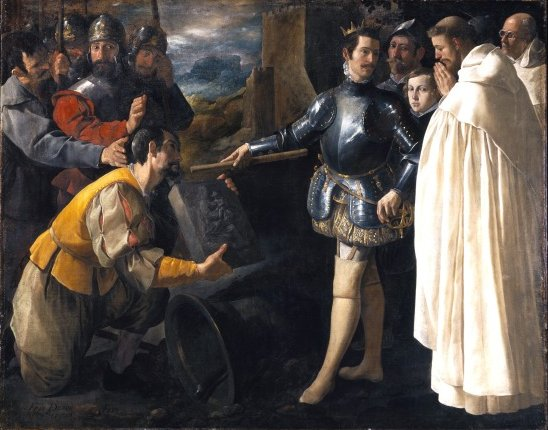
Saint Pierre Nolasque et Jacques Ier de Castille (par Zurbaran).

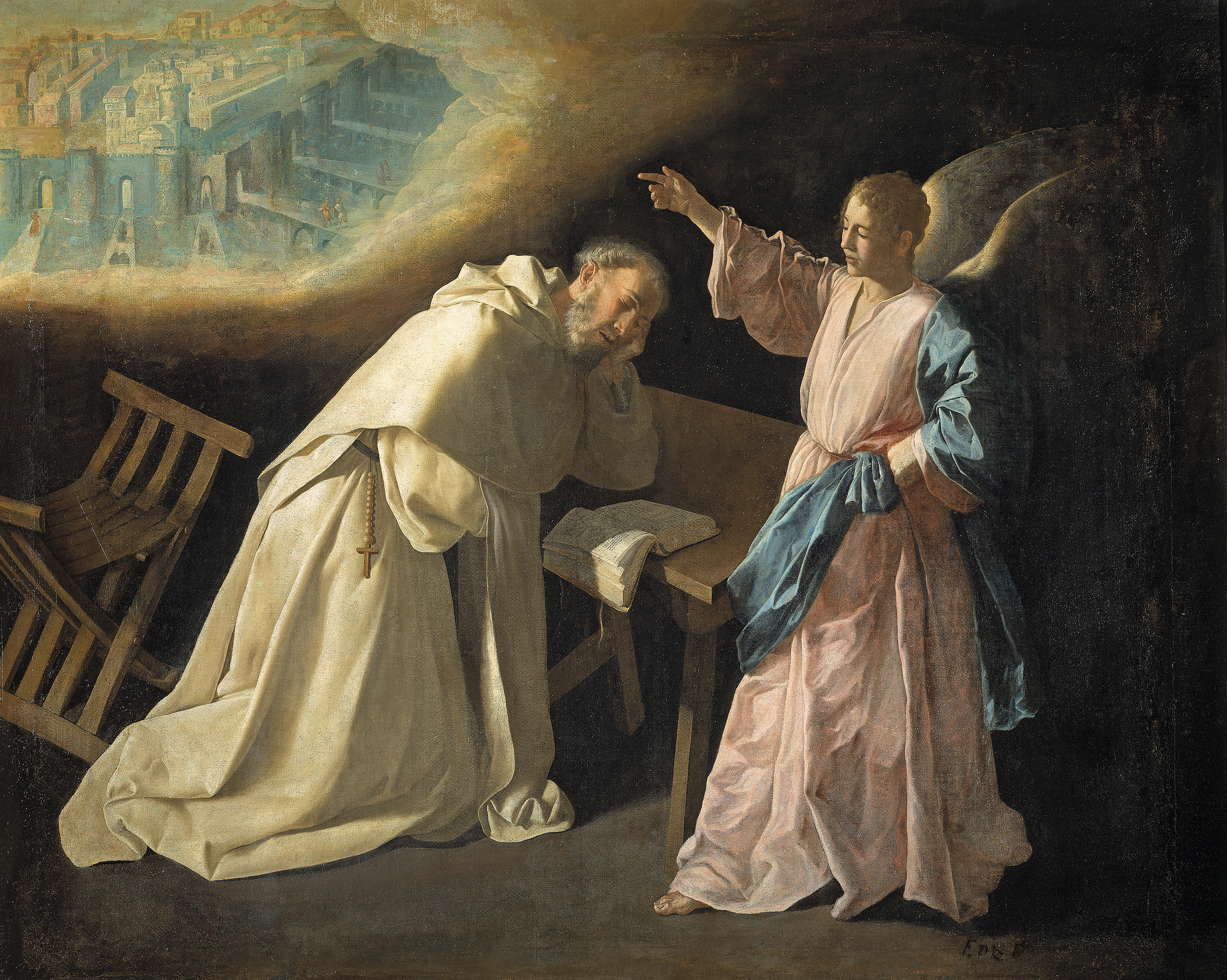
La Vision de la Jérusalem céleste (par Zurbaran).

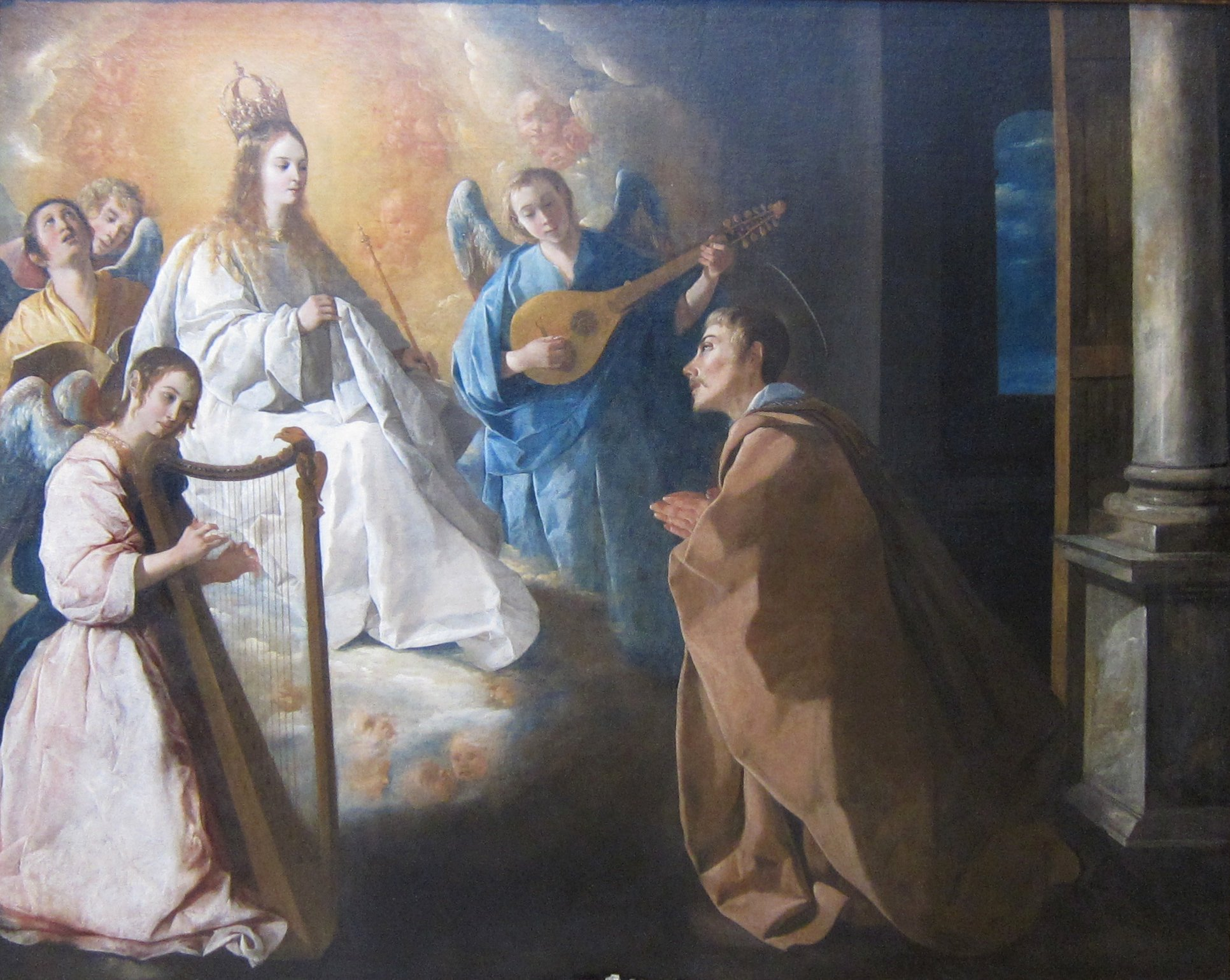
La Vision de la Vierge Marie (par Zurbaran).

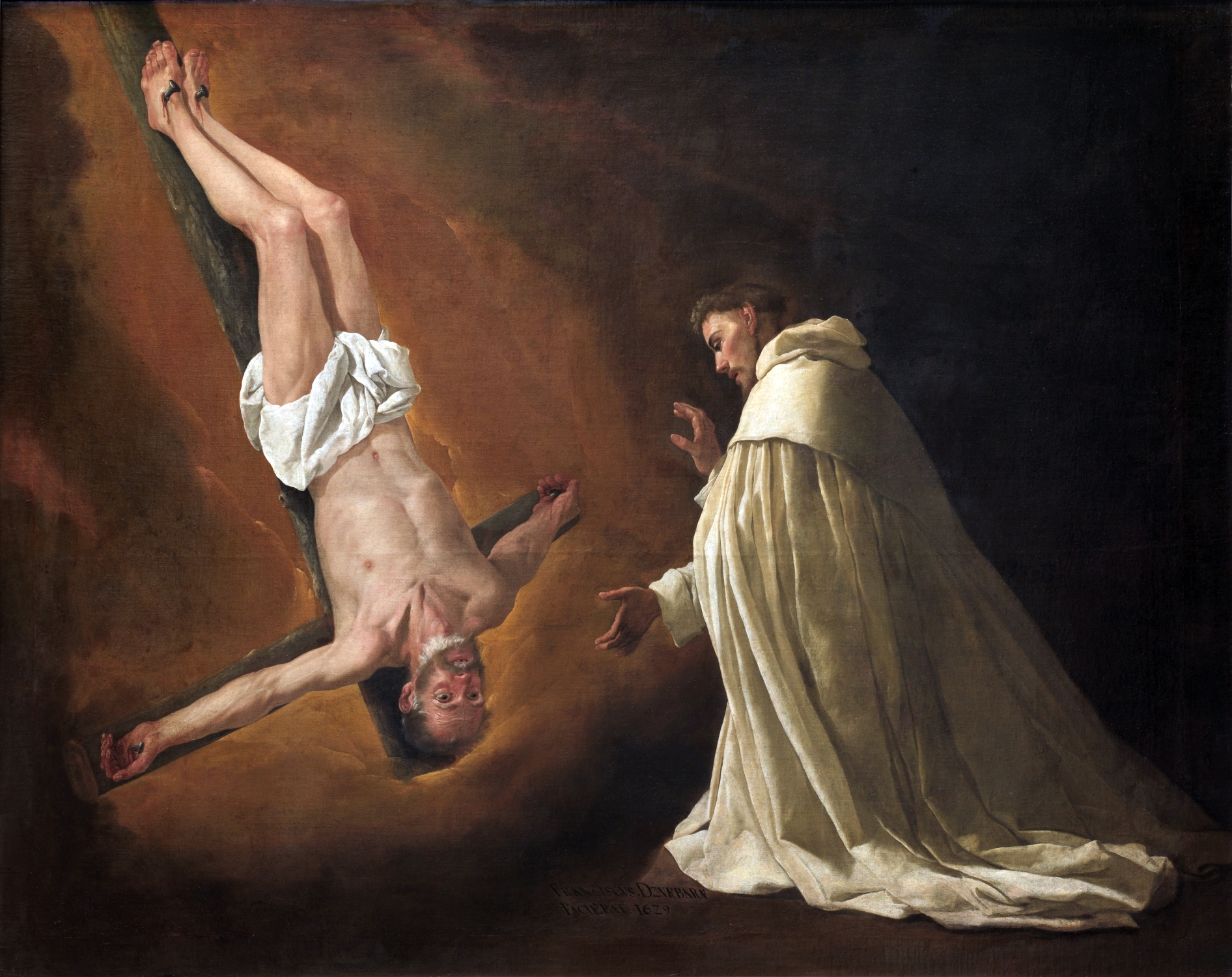
L'Apparition de saint Pierre à saint Pierre Nolasque (par Zurbaran).

À ses débuts, en 1218, l'ordre de Notre-Dame de la Merci avait simplement reçu l'autorisation de l'évêque de Barcelone, Berenguer de Palou, qui leur avait remis la règle de saint Augustin, et le soutien de Jacques Ier d'Aragon, grâce à l'intervention du dominicain Raymond de Penyafort. Le 17 janvier 1235, à Pérouse, le pape Grégoire IX, à la sollicitation du fondateur, approuve officiellement l'ordre des Mercédaires par la bulle Religionis vestrae, laquelle sera complétée et confirmée par deux autres bulles, émanant d'Innocent IV cette fois : Religiosam vitam eligentibus (1245) et Si juxta sapientis (1246). Ces documents pontificaux témoignent de l'estime dans laquelle était tenue une congrégation véritablement née des besoins de la population chrétienne. Du vivant du fondateur, l'ordre comptera une centaine de frères répartis en dix-huit couvents, essentiellement dans le royaume d'Aragon et le Sud de la France. À la mort de Pierre Nolasque, survenue à Barcelone, le 6 mai 1245, la jeune famille religieuse comptait déjà un martyr en la personne de saint Sérapion, et avait réussi à racheter, en vingt-sept ans, trois mille neuf cent vingt captifs.

## Postérité

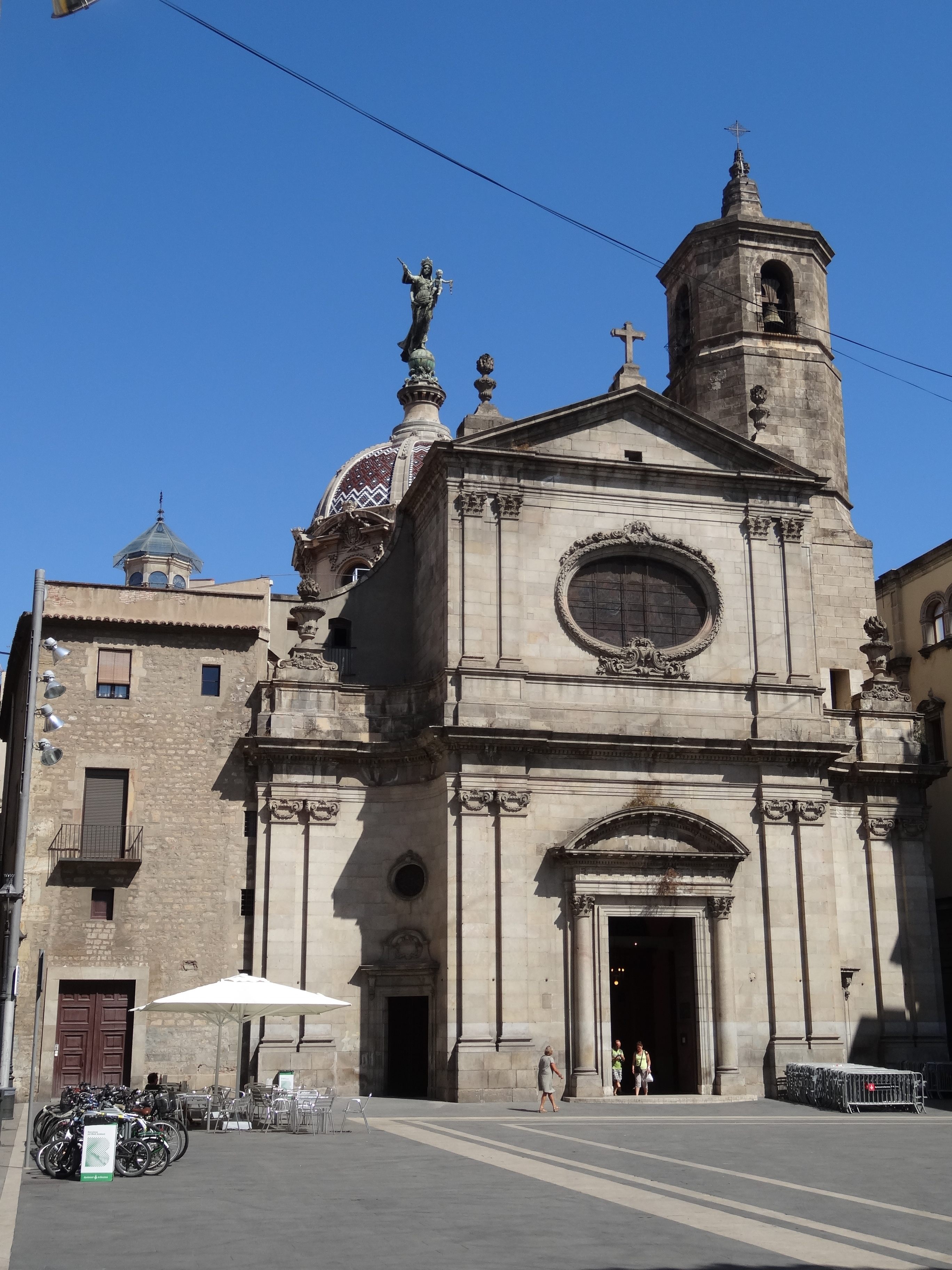
Maison-mère de l'ordre de la Merci à Barcelone.

Pierre de Nolasque fut inhumé dans la chapelle du couvent de la Mercè, à Barcelone, maison-mère de l'ordre. La vénération dont sa mémoire n'a pas cessé de faire l'objet de la part des Mercédaires et du peuple, a abouti, au terme d'un procès canonique de deux ans, à une sentence de culte immémorial délivrée par la Congrégation des rites. Cette sentence a été confirmée par Urbain VIII, le 30 septembre 1628, ce qui équivaut à une canonisation. Le 19 juin 1655, le nouveau saint est inscrit au Martyrologe romain, et en 1664, Alexandre VII étend son culte à l'Église universelle, met au point une messe et un office propre, et fixe la fête au 29 juin. En 1936, celle-ci fut déplacée au 31 janvier, mais depuis la réforme liturgique du concile Vatican II, la date retenue est le 6 mai, anniversaire de la mort du saint, dont on peut également relever qu'il est le patron d'El Viso del Alcor car, selon la légende, il aurait participé à la reconquête de Séville et de sa région, en 1248, aux côtés de Ferdinand III de Castille. Toujours dans le registre légendaire, l'Année liturgique de Dom Guéranger se fait l'écho d'une version dans laquelle le saint appartient à la noblesse du Lauragais et s'expatrie en Espagne pour se protéger des Albigeois. Cette version, dont il existe des variantes, s'inspire directement des leçons de l'ancien Bréviaire romain, composées à l'époque de la canonisation. En deçà de leur message spirituel, leur contenu n'a pas été ratifié par l'historiographie contemporaine, pas plus que les dates 1189 et 1258 pour la naissance et la mort du fondateur des Mercédaires.

## Spiritualité

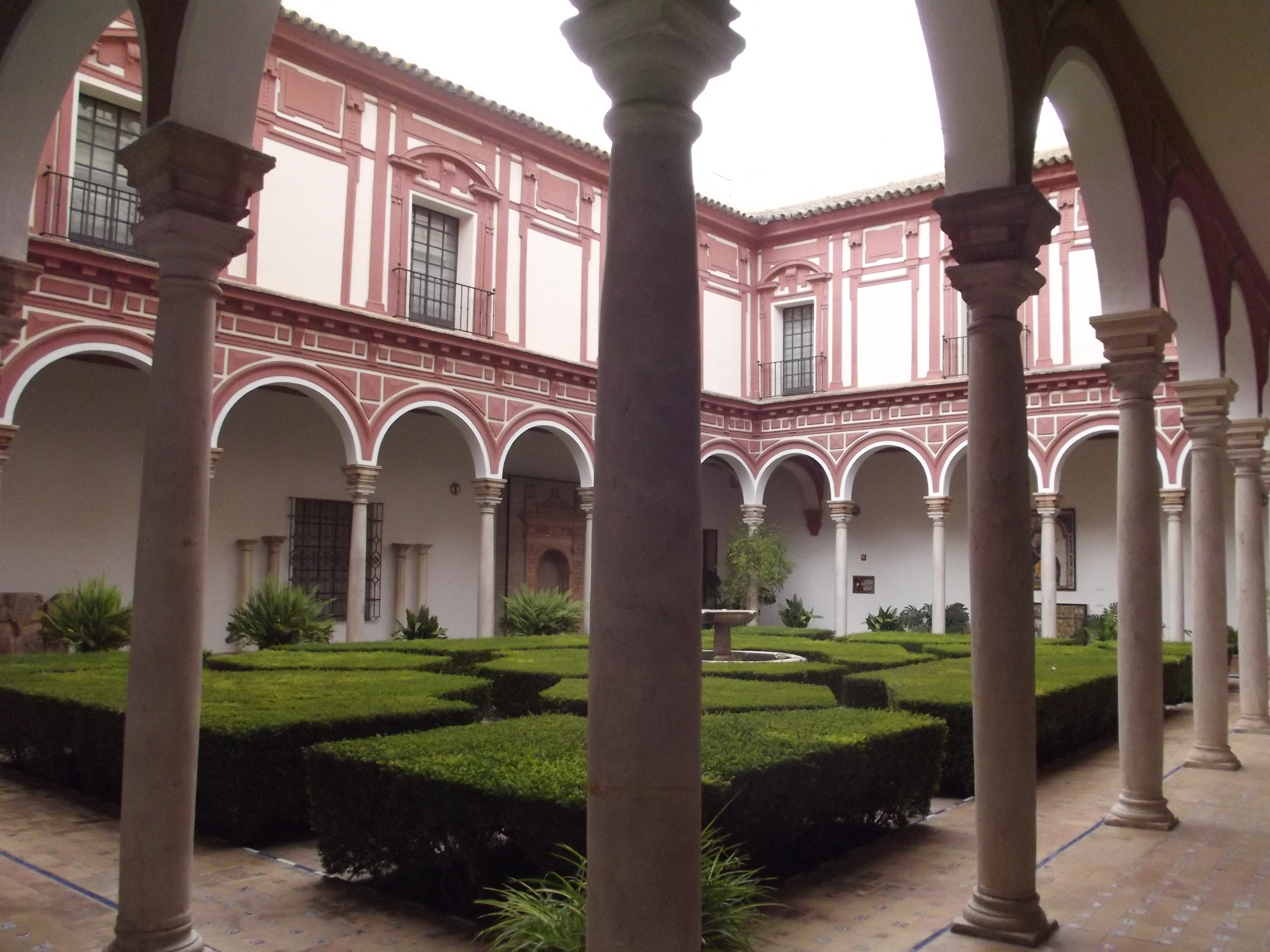
Ancien couvent de la Merci Chaussée de Séville, aujourd'hui musée des Beaux-Arts.

À l'époque de la canonisation, par un contrat signé le 28 avril 1628, le couvent de la Merced Calzada de Séville commanda au peintre Francisco de Zurbaran une série de vingt-deux tableaux représentant la vie de leur fondateur, destinés à être exposés dans le cloître des Buis du monastère. Se basant sur des gravures réalisées à partir des documents réunis durant le procès canonique, ces toiles, qui n'ont probablement pas été exécutées dans leur totalité, attestent à la fois du programme spirituel des Mercédaires à la Contre-Réforme, et de la maîtrise de l'artiste à rendre avec naturel les plus hauts états mystiques. De la dizaine de peintures retrouvée se détachent particulièrement les différentes visions surnaturelles (reproduites supra) : celle de la Vierge Marie, qui préside à la fondation de l'ordre en 1218 ; celle de saint Pierre, qui met le mercédaire face à un exemple héroïque qu'il doit être prêt à imiter ; celle de la Jérusalem céleste, évoquée dans la collecte rédigée au XVIIe siècle pour la messe du saint, comme le lieu où, libérée de la « servitude du péché », l'âme pourra « jouir de la liberté sans fin ». Le charisme de rachat des captifs tend ainsi à être interprété de manière allégorique, pour s'insérer dans « la cristallisation "orthodoxisante" qui domine la spiritualité officielle du XVIIe siècle » et se traduit, entre autres, par l'atmosphère sereine et familière entourant l'irruption du sacré dans les œuvres de Zurbaran.